# Ахтаніо Антін
Анті́н Ахта́ніо (роки життя невідомі) — сотник Армії Української Народної Республіки.
Останнє звання у російській армії — штабс-ротмістр.
12 березня 1919 року поранений під м.Користень у складі Окремої Кінної сотні Волинського Корпусу.
З 3 квітня 1919 року — командир Звягельської окремої кінної сотні Дієвої армії УНР. 21 травня 1919 року сотня була влита до складу 29-го Дієвого кінного полку Дієвої армії УНР, з того часу Ахтаніо — помічник командира цього полку, який згодом був перейменований у 1-й кінний імені Максима Залізняка.
У грудні 1919 року — інтернований поляками у Рівному. Влітку 1920 року — командир 2-го збірного кінного відділу 6-ї запасної бригади Армії УНР. Згодом — старшина штабу 1-ї Кулеметної та 5-ї Херсонської дивізій Армії УНР.
У 1920-х рр. жив на еміграції у Польщі. Подальша доля невідома.